# Parakramabahu II
Parakramabahu II, aussi connu sous le nom de Pandita Parakrama Bahu, est le 2e roi de Dambadeniya, dans l'actuel Sri Lanka.

## Étymologie
Le nom provient de la langue pali, propre au bouddhisme Theravada pratiqué au Sri Lanka, dont l'écriture est en Devanagari. La transcription en langue latine peut donc donner des résultats différents, selon le mot est transcrit traditionnellement ou en ISO 15919.
Le nom du roi Parakramabahu peut se décomposer en 2 mots :
- Le mot Parâkrama peut aussi se transcrire Parakrama, Parâkrama, Parãkrama, Parâkkama, Parãkkama ou Parakkama.
- Le mot Bâhu peut aussi se transcrire Bãhu, Bâhu, Baahu ou Bahu.

## Biographie
Les années du règne de  Pandita Parakramabahu II né à Sirivardhanapura près de Dambadeniya commence en 1234 soit dix ans après la mort de son père en 1224.ce qui est confirmé par le Pujavaliya contemporain. Une légende populaire explique hiatus par l'usurpation d'un prince Vathimi fils d'un roi et d'une musulmane. Son gouvernement est impopulaire et les chefs l'expulse à Kurunegala et le remplace par l'héritier légitime; Sa tombe protégée par les musulmans fait toujours l'objet d'un culte de ces derniers mais aussi des cinghalais par qui il est connu comme Gale Bandara. Le couronnement de Parakramabahu II  intervient en 1236. Il entreprend alors de reprendre l'ancienne capitale de Polonnaruva et y parvient en 1244. Lors de sa onzième année de règne en 1244/1245 Sri Lanka doit subit l'invasion de Chandrabhanu un prince javanais de Tambalinga qu'il repousse avec succès. Le reste de son règne est occupé par des fondations pieuses et à la restauration de la discipline religieuse qui s'était affaiblie pendant l'occupation Tamoul. Les sources locales ne mentionnent pas une grande invasion des Pandya qui intervient en 1254-1256 au cours de laquelle un roi cinghalais est tué et les autres soumis à tribut. Après 33 ans de règne il abdique en faveur de son fils Bosat qui régnera sous le nom de Vijayabahu IV

### Remarque sur les sources historiques
- Livres en pali : Culavamsa et Rajaveliya. Les dates de règne des Roi de Dambadeniya sont différents entre ces 2 livres.